# Rita Adrian
Rita Adrian ist eine deutsche Biologin und Hochschullehrerin, die sich insbesondere mit Systemforschung von Seen befasst. Sie ist Professorin für Limnologie an der Freien Universität Berlin und leitet die Abteilung für Ökosystemforschung des Leibniz-Institutes für Gewässerökologie und Binnenfischerei (IGB). Im Sechsten Sachstandsbericht des IPCC, der 2021/22 erscheint, fungiert sie als eine von mehreren Leitautorinnen des Kapitels über „Terrestrische und Süßwasser-Ökosysteme und ihre Dienstleistungen“. Ihr h-Index lag mit Stand Januar 2023 bei 51.

## Leben und Wirken
Adrian studierte von 1976 bis 1984 Biologie an der Freien Universität Berlin und schloss dieses Studium mit dem Diplom ab. Anschließend begann sie am dortigen Institut für Zoologie ein Promotionsstudium, das sie 1988 mit einer Doktorarbeit über „Omnivory in cyclopoid copepods: The role of algal versus invertebrate prey for Cyclops kolensis und C. vicinus (Crustacea, Copepoda)“ erfolgreich beendete. Nach einer Anstellung an der FU Berlin sowie einem von 1990 bis 1992 dauernden Postdoc-Aufenthalt an der University of Wisconsin erhielt sie im Jahr 1993 eine Anstellung als Wissenschaftlerin am Leibniz-Institutes für Gewässerökologie und Binnenfischerei. Im Jahr 2000 habilitierte sie sich an der FU Berlin mit einer Arbeit über Planktongemeinschaften.
Nach zwei Jahren als stellvertretende Abteilungsleiterin am IGB wurde sie im Jahr 2012 zur Leiterin der Abteilung Flachwasserseen und Tieflandflüsse ernannt und zugleich zur Professorin für Limnologie an die Freie Universität Berlin berufen.

## Publikationen (Auswahl)
- Diana E. Bowler et al.: Cross-realm assessment of climate change impacts on species’ abundance trends. Nature Ecology & Evolution, Nr. 1, 2017, doi:10.1038/s41559-016-0067.
- Alena Sonia Gsell et al.: Evaluating early-warning indicators of critical transitions in natural aquatic ecosystems. In: Proceedings of the National Academy of Sciences. Band 113, Nr. 50, 2016, S. E8089-E8095, doi:10.1073/pnas.1608242113.
- Philip P. Reed et al.: Global impacts of the 1980s regime shift. In: Global Change Biology. Band 22, Nr. 2, 2016, S. 682–703, doi:10.1111/gcb.13106.
- Catherine M. O’Reilly et al.: Rapid and highly variable warming of lake surface waters around the globe. In: Geophysical Research Letters. Band 42, Nr. 24, 2015, S. 10.773–10.781, doi:10.1002/2015GL066235.
- Carola Wagner, Rita Adrian: Cyanobacteria dominance: Quantifying the effects of climate change. In: Limnology and Oceanography. Band 54, Nr. 6, 2009, S. 2460–2468, doi:10.4319/lo.2009.54.6_part_2.2460.
- Rita Adrian et al.: Lakes as sentinels of climate change. In: Limnology and Oceanography. Band 54, Nr. 6, 2009, S. 2283–2297, doi:10.4319/lo.2009.54.6_part_2.2283.
- Rita Adrian et al.: Life‐history traits of lake plankton species may govern their phenological response to climate warming. In: Global Change Biology. Band 12, Nr. 4, 2006, S. 652–661, doi:10.1111/j.1365-2486.2006.01125.x.
- Rita Adrian et al.: Effects of ice duration on plankton succession during spring in a shallow polymictic lake. In: Freshwater Biology. Band 41, Nr. 3, 1999, S. 621–634, doi:10.1046/j.1365-2427.1999.00411.x.